# Araqah
Araqah (àrab: عرقه, ʿAraqa) és una vila palestina de la governació de Jenin a Cisjordània al nord de la vall del Jordà. Segons l'Oficina Central Palestina d'Estadístiques tenia 2.124 habitants en 2007.
El 27 d'abril de 2015, un noi de divuit anys de la vila va morir després de rebre un tret el dia anterior per soldats israelians.